# David Hurn
Pour les articles homonymes, voir Hurn (homonymie).
David Hurn (né le 21 juillet 1934 à Redhill dans le Surrey) est un photographe britannique, membre de Magnum Photos.

## Biographie
Il fait ses études à Cardiff. Il s'inscrit au club photographie de son régiment et a pour premier thème la vie quotidienne des soldats. Il devient photographe professionnel et rentre à l'agence Reflex. Il couvre les évènements de Hongrie en 1956, et collabore avec plusieurs magazines.
Il entre à l'agence Magnum Photos en 1967.
En 1973, il devient directeur de l'école de film et de photographie de Newport, qu'il transforme en école de photographie documentaire.
En 2017, il fait don de 1 500 photos de ses collections personnelles au National Museum Wales.

## Expositions
- 1971 : Personal Views, British Council, Londres
- 1973 : BN, Paris
- 1973 : Neikrug Galleries, New York
- 1974 : National Museum of Wales, Cardiff
- 1977 : Rheinisches Landesmuseum, Bonn
- 1978 : Canon Photo Gallery, Amsterdam
- 1980 : Magnum Photos, Saint-Ursanne, Suisse
- 1982 : Paris-Magnum, musée du Luxembourg, Paris[2]

## Collections
- Galerie municipale du Château d'eau, Toulouse
- British Council, Londres
- Rheinisches Landesmuseum, Bonn[2]